# Darwinplantsoen
Darwinplantsoen is een straat en een park in Amsterdam-Oost, Watergraafsmeer.

## Straat
De straat kreeg bij gemeenteraadsbesluit van 26 juli 1939 haar naam, het is een vernoeming naar de Britse geleerde Charles Darwin. Bebouwing was er bij de naamgeving niet, die volgde in 1952 en 1953. Er kwamen aan de oostkant van de straat op ruime kavels grote huizen te staan in de bouwstijl van twee-onder-een-kap en een-onder-een-kap met garage, met veel ruimte tussen de villa's. Het werd gebouwd als rand van de stad, de huisnummers zijn doorlopend. De woningen zagen uit op de weiden van de laatste boerderij in Oost, wat nu sportvelden zijn. De stadsrand is behalve door de aanleg van het plantsoen en de aanleg van de Gooiseweg in 1962 weinig veranderd. 

## Park
Het plantsoen is een langgerekte parkstrook van 500 bij 100 meter aan de rand van tuindorp Frankendael aan de kant van de Gooiseweg. Het ontwerp uit 1952 is van tuin- en landschapsarchitect Hans Warnau. Het wordt begrensd door de genoemde straat, de Kruislaan, Gooiseweg en Hugo de Vrieslaan. Het park kent een vijftal toegangen, waarvan twee in de vorm van een brug.
Het ontwerp voorzag in een strakke rechtlijnige inrichting. Bij de invulling van de ruimtes hield Warnau rekening met de behoeftes van verschillende leeftijdsgroepen in de wijk, dat leidde tot vier compartimenten met een eigen functie en opzet.
- Een rozentuin voor ouderen
- Een speelweide voor algemeen gebruik
- Een vasteplantentuin met taxushagen voor plantenliefhebbers
- Een verhard bomenplein met zandbak en speelvijver voor kinderen en schaduwzoekers

De rozentuin en de vasteplantentuin werden op hetzelfde niveau aangelegd als de bebouwing om de relatie tussen beiden te versterken en om het onderscheid te benadrukken tussen verfijnde en eenvoudige ruimtes voor sport en spel. Er kwam een dubbele bomenrij als afscheiding met de drukke Gooise weg en om te benadrukken dat het terrein de verbinding vormt tussen het park Frankendael en de Nieuwe Ooster. Bij beplantingen met vaste planten gebruikte Warnau graag soorten van 'boerentuinen' en cultivars die natuurlijk oogden. Hij paste vaak struiken en kleine sierbomen toe tussen vaste planten.
Hoewel park en tuin in 1952 ontworpen zijn, kwam het pas tot uitvoering in 1963, men zag toen ook een verbinding naar het Prins Bernhardpark. Sindsdien zijn er inhoudelijk wel wat veranderingen, maar de structuur van zowel park als tuin is dezelfde gebleven. In 2017 is het park flink op de schop genomen en zijn er wadi's aangelegd. Dit vooral om de drainage van de bodem te verbeteren. Er zijn  heuvels gekomen met een diverse beplanting die het geheel een speels aanzien geeft. 

### Verdwenen beeld
In het park stond in de periode 1978 tot en met 1985 het beeld 'Paard en ruiter' van de hand van Floyd DeWitt. De opdracht van de gemeente Amsterdam dateerde van 1969 maar het 85 cm hoge beeld dat rustte op een sokkel werd niet eerder dan in 1978 geplaatst. Het bronzen sculptuur werd in november 1985 ontvreemd. Eenzelfde beeld met de titel Ruiter te paard van Floyd DeWitt staat in het Amsterdamse Gijsbrecht van Aemstelpark.

## Bruggen
Zowel in het noorden als in het zuiden ligt een brug als toegang tot het park. Brug 442 geeft daarbij toegang vanaf de Hugo de Vrieslaan, brug 443 vanaf de Kruislaan. De bruggen zijn alleen toegankelijk voor voetgangers en fietsers, liggen in elkaars verlengde, hebben hetzelfde uiterlijk en dezelfde constructie. Ze kwamen voor 1958 gereed. Beide bruggen zijn van beton en liggen over een ruime duiker. De brugleuningen zijn van metaal. Het ontwerp voor bruggen in Amsterdam kwam van de Dienst der Publieke Werken.

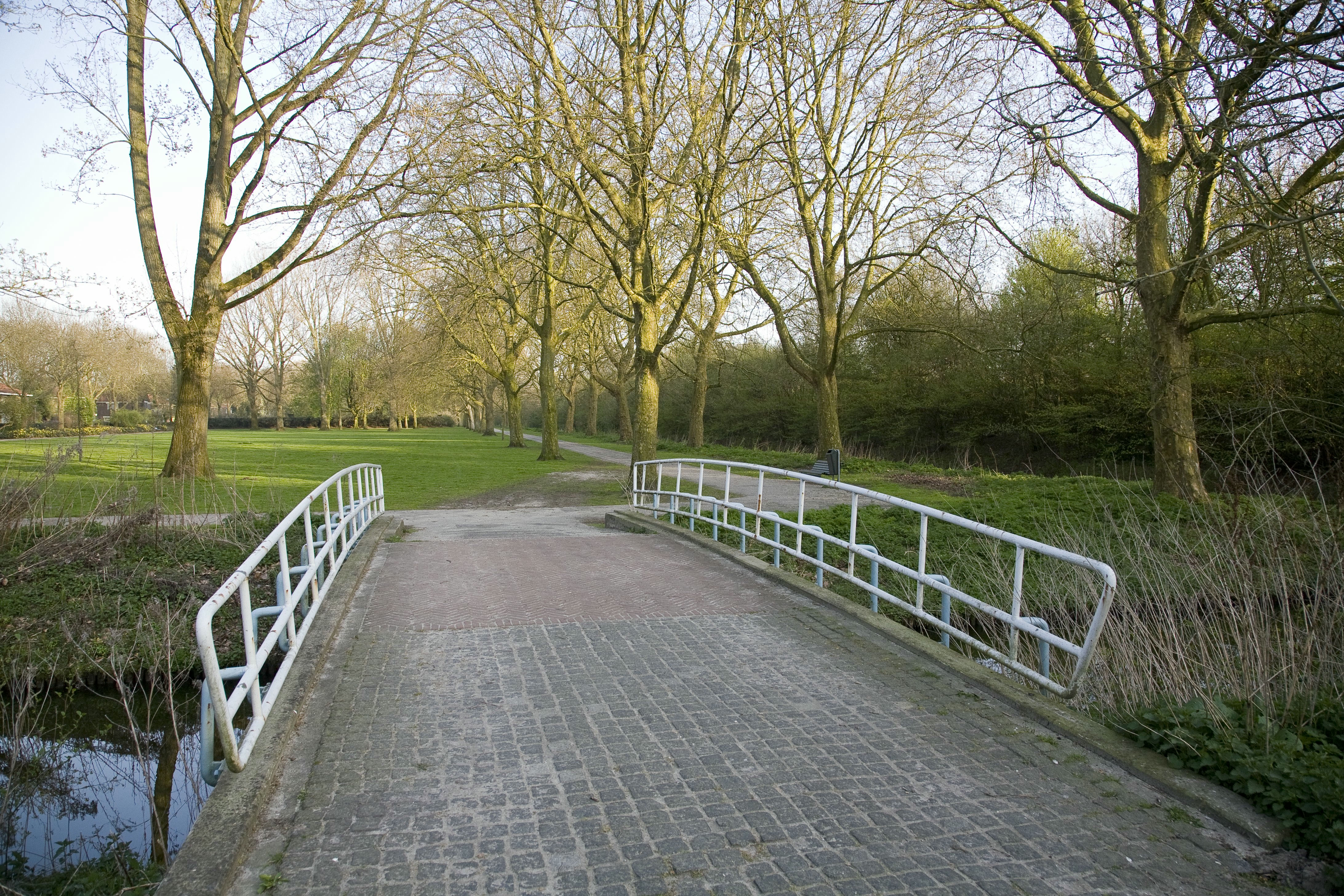
Brug 442 blik richting zuiden (2010)

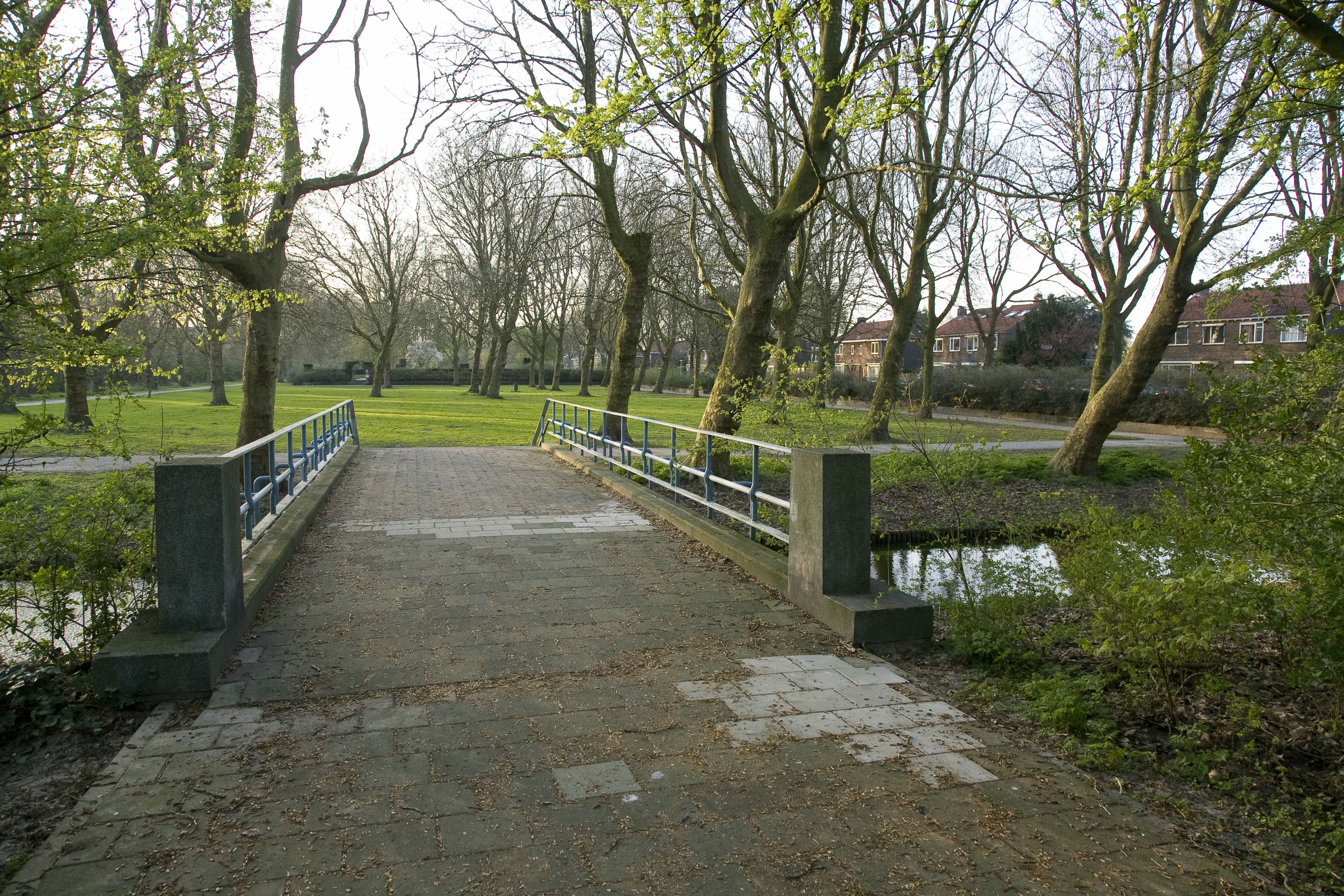
Brug 443 blik richting noorden (2010)

<<< · 400 · 401 · 402 · 403 · 404 · 405 · 406 · 407 · 408 · 409 · 410 · 411 · 413 · 414 · 415 · 416 · 417 · 418 · 419 · 420 · 421 · 422 · 423 · 424 · 425 · 427 · 429 · 430 · 431 · 432 · 433 · 434 · 435 · 436 · 437 · 438 · 439 · 440 · 441 · 442 · 443 · 444 · 445 · 446 · 447 · 448 · 449 · 450 · 451 · 452 · 453 · 454 · 455 · 456 · 457 · 458 · 459 · 460 · 461 · 462 · 463 · 464 · 465 · 466 · 469 · 470 · 471 · 472 · 473 · 474 · 475 · 476 · 478 · 479 · 480 · 482 · 483 · 485 · 486 · 487 · 488 · 489 · 490 · 491 · 492 · 493 · 494 · 495 · 496 · 497 · 499 · >>>
Brugnummers 412, 426, 428, 467, 468, 477, 481, 484 en 498 zijn niet (meer) vergeven.